# Elecciones generales del Reino Unido de 1832
En las elecciones generales del Reino Unido de 1832, las primeras realizadas en el país tras la aprobación del Acta de Reforma de 1832, los whigs obtuvieron una amplia victoria, mientras que los tories obtuvieron menos del 30 % de los votos.

## Situación política
El Conde de Grey había sido primer ministro desde noviembre de 1830. Encabezó la primera administración predominantemente whig desde el Gobierno de Unidad Nacional entre 1806 y 1807.
Además de los propios Whigs, Gray fue apoyado por los Radicales y otros políticos aliados. Los whigs y sus aliados comenzaron a ser referidos gradualmente como liberales, pero no se había establecido ningún Partido Liberal formal en el momento de esta elección, por lo que todos los políticos que apoyan al ministerio se denominan whig en los resultados anteriores.
El Líder de la Cámara de los Comunes desde 1830 había sido el John Charles Spencer, vizconde Althorp (heredero del conde Spencer), quien también se desempeñó como Canciller de la Hacienda.
El último primer ministro tory, al momento de esta elección, había sido el duque de Wellington. Después de dejar el cargo, Wellington siguió liderando a los conservadores y se convirtió en el líder general de la oposición. Paralelamente, Sir Robert Peel ocupaba el cargo de líder conservador de la oposición en la Cámara de los Comunes.
John Wilson Croker ya había utilizado el término "conservador" en 1830, pero los conservadores en el momento de esta elección aún no eran conocidos como el Partido Conservador. Esta distinción finalmente se afianzaría después de la creación oficial del Partido Liberal.
En la política irlandesa, Daniel O'Connell continuaba su campaña por la derogación del Acta de Unión. Había fundado la Asociación por la Derogación Irlandesa y presentó candidatos distintos a aquelos de los dos partidos principales.

## Resultados
| Partido | Partido                      | Votos   | %    | Escaños |
|         | Whig                         | 554.719 | 67,0 | 441     |
|         | Tory                         | 241.284 | 29,2 | 175     |
|         | Asociación por la Derogación | 31.773  | 3,8  | 42      |